# XRumer
XRumer je program, který se za pomoci komentářového spamu snaží dosáhnout pro stránky lepšího umístění v internetových vyhledávačích. Dokáže překonat řadu překážek běžně používaných proti takovému chování, umí se sám zaregistrovat, vyplnit mnoho druhů zábran typu CAPTCHA, aktivovat založený účet e-mailem a podobně. Umí používat proxy servery a protokol SOCKS, aby správcům fór ztížil obranu pomocí blokování IP adres a dokonce obsahuje software, kterým si testuje kvalitu a anonymitu proxy serverů.
Dalším trikem, který využívá, je poslat první příspěvek ve formě otázky zmiňující propagovaný produkt („Kde se dá sehnat …?“) a sám si odpovědět z později založeného účtu i s reklamním odkazem.